# Brzeżany (Polska)
Brzeżany – wieś w Polsce położona w województwie dolnośląskim, w powiecie górowskim, w gminie Góra.

## Podział administracyjny
W latach 1954–1959 wieś należała i była siedzibą władz gromady Brzeżany, po jej zniesieniu w gromadzie Siciny. W latach 1975–1998 miejscowość administracyjnie należała do województwa leszczyńskiego.

## Zabytki
Do wojewódzkiego rejestru zabytków wpisany jest obiekt:
- pałac, z najbliższym otoczeniem, z drugiej połowy XVIII w., przebudowany na początku XX w.